# 盖·奥伦蒂

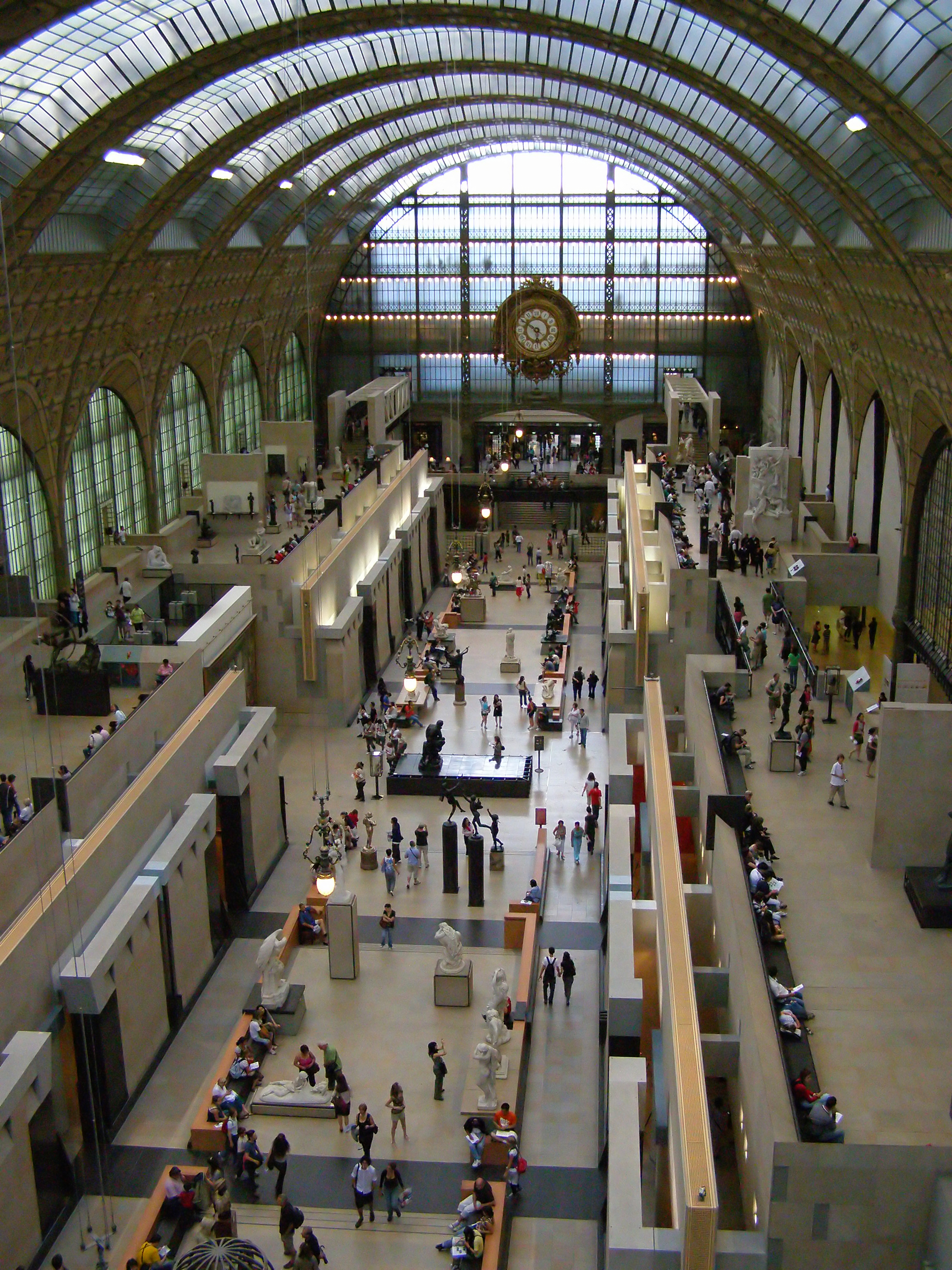
奥伦蒂参与设计的奥赛博物馆开阔的中心展厅

盖·奥伦蒂（義大利語：Gae Aulenti，1927年12月4日—），意大利建筑师，也是照明和室内设计师、工业设计师和舞台设计师，著名的作品有法国巴黎蓬皮杜中心的奥赛博物馆、美国旧金山的旧金山亚洲艺术博物馆和意大利威尼斯的格拉西广场。

## 作品
在设计奥赛博物馆之前，她还参与了蓬皮杜艺术文化中心的当代艺术展廊的设计。在设计奥赛博物馆时，奥伦蒂的室内设计经验对解决奥赛使旧建筑的内部适应博物馆的新功能时得到充分发挥。她与其他几位巴黎的年轻设计师一起，决定采用在大空间内分设小展厅的方式解决展览的尺度问题。小展厅提供大小适宜的欣赏作品的空间。而小展厅分布在大厅的两侧，保留了原有大厅恢弘的气氛，使原有天花板精美的设计重新展示在公众面前。这项设计从旧建筑改造利用的切入点方面，代表了一种与地标建筑不同的态度，和谐统一地展示着旧建筑所能创造的新价值。